# Richard A. Harris
Richard A. Harris é um editor estadunidense. Venceu o Oscar de melhor direção de arte na edição de 1998 por Titanic, ao lado de James Cameron e Conrad Buff IV.